# 羊駝冠狀病毒
羊駝冠狀病毒（Alpaca Coronavirus、ACoV）是甲型冠狀病毒屬的一種病毒，可感染羊駝，造成急性呼吸道症狀。此病毒與人類冠狀病毒229E的親緣關係非常接近，兩者序列的相似度高達92.2%。

## 研究歷史
1998年即有報導指大羊駝與羊駝被冠狀病毒感染，造成嚴重的腹瀉症狀。2007年，美國加州圈養的羊駝發生急性呼吸道感染，染病者多為懷孕的羊駝，有症狀輕微者亦有症狀嚴重致死者，經檢驗發現為一新型冠狀病毒感染所致，即羊駝冠狀病毒。
目前仍沒有在野生的羊駝中發現此病毒的紀錄，因此此病毒的起源及生態意義尚不明。

## 基因組
羊駝冠狀病毒為正义单链RNA病毒，具有外膜，其基因組長約27300nt，其序列與人類冠狀病毒229E的相似度高達92.2%，並可能曾與229E病毒發生重組
。除冠狀病毒皆有的複製酶（1a/1b）和刺突蛋白（S）、膜蛋白（M）、外膜蛋白（E）與衣殼蛋白（N）等四種結構蛋白外，此病毒在刺突蛋白與外膜蛋白的基因之間尚有一開放閱讀框ORF4，另外在基因組的最末端有一開放閱讀框ORF8（或稱ORFX），人類冠狀病毒229E不具有ORF8，但該區序列與羊駝冠狀病毒等相近病毒的ORF8相似，可能是在演化過程中丟失了此開放閱讀框。